# 1370
1370 (MCCCLXX) je bilo navadno leto, ki se je po julijanskem koledarju začelo na torek.

## Dogodki

### Stoletna vojna
- 22. april - Začetek gradnje trdnjave Bastilja v Parizu.
- pomlad - Francoski kralj Karel V. organizira invazijo na angleško Akvitanijo/Gaskonjo. Francosko vojsko vodita anžujski vojvoda Ludvik I. in berryjski vojvoda Ivan.↓
- avgust → Francozi zavzamejo več mest, mdr. strateški Limoges, ki se jim preda brez odpora.↓
  - Istega meseca pristanejo v Calais angleške okrepitve pod vodstvom vojaškega najemnika Roberta Knollsa.
- 19. september - Angleški vladar Akvitanije Edvard Črni Princ, ki je še vedno hudo bolan in na nosilih, se odzove na invazijo. Z relativno majhno in mobilno vojsko mu po krajšem obleganju tega dne uspe zavzeti mesto, ki mu sledi pomor več kot 300 meščanov.↓
- 2. oktober → Nezadovoljen z dosežki razglasi francoski kralj Karel V. za novega vrhovnega poveljnika francoskih oboroženih sil (konstabla) bretonskega najemnika Bertranda du Guesclina. Bolj kot plemenitemu rodu zaupa njegovim vojaškim sposobnostim. Bertrand du Guesclin se izogiba odločujočemu spopadu in začne s taktiko izčrpavanja sovražnika (chevauchée).
- 4. december - Bitka pri Pontvallainu: francoska vojska pod vodstvom Bertranda du Guesclina odločujoče porazi angleško vojsko pod vodstvom Roberta Knollsa, ki naj bi okrepila vojsko Črnega Princa. Knolles se pred bitko spre z ostalimi oficirji in z lastnim spremstvom zapusti vojsko.

### Litvansko-moskovska vojna
- spomladi - Moskovski knez Dimitrij Donski napade Tver, mesto istoimenske kneževine, in pa litvanski Brjansk. Tverski knez Mihajl Aleksandrovič zaprosi za pomoč Zlato hordo. Mamaj, 'de facto' vladar Zlate horde, ga v zameno za tribut prizna za vladimirskega velikega kneza Še istega leta se zaplete v spor z moskovskim knezom Dimitrijem Donskim za naziv velikega kneza Vladimirja. Združenima vojskama Litve in Tvera spodleti poskus zavzetja Moskve.
- november - Litvanska vojska pod vodstvom velikega kneza Algirdas ponovno napade Moskovsko kneževino.
- 6. december - Litvanci ponovno poskusijo z obleganjem Kremlina, vendar po osmih dneh, ko se jim začno za hrbet bližati knezi, ki jih je Dimitrij Donski poklical na pomoč, opustijo obleganje.

### Ostalo
- 17. februar - Bitka pri Rudau: Križniki porazijo litvansko vojsko pod vodstvom velikega kneza Algirdasa.
- 13. avgust - 4. genovski dož Gabriele Adorno je odstavljen, ker je samovoljno zviševal davke. Nasledi ga Domenico di Campofregoso, 5. genovski dož. 1378 ↔
- 23. maj - Dinastija Severni Yuan: umre mongolski kan Togon-Temür. Nasledi ga sin Biligtu-kan. 1372 ↔
- 24. maj - Med Hanso in Dansko je sklenjen stralsundski mir. Hansa si zagotovi monopol na celotno trgovino v Baltiku in pravico do veta na prestolonaslednike za danski prestol.
- 7. oktober - Švica: kantoni Zürich, Luzern, Zug, Uri, Schwyz in Unterwalden podpišejo medsebojni dogovor, ti. Pfaffenbrief, v katerem se uskladijo glede vmešavanja Habsburžanov v njihove notranje zadeve.
- 5. november - Ker je poljski kralj Kazimir III. Veliki umrl brez otrok, ga nasledi nečak, ogrski kralj Ludvik I.. Za regentko na Poljskem je Ludvik postavil svojo mater Elizabeto, hčerko Vladislava I., ki je bila tedaj že v letih in je dejansko vladanje prepuščala predstavnikom poljskih velikašev.
- 6. december - Umrlega nemškega volilnega kneza in vojvodo Saxe-Wittenberga Rudolfa II. nasledi mlajši brat Venčeslav I.
- 30. december - Dva tedna po smrti papeža Urbana V. je na konklavu za novega papeža izvoljen Gregor XI., 201. papež po seznamu.
- Vietnam: vladajoča hiša Tran se ponovno restavrira na prestolu. Novi cesar Tran Nghe Tong ukaže do smrti pretepsti odstavljenega cesarja Duong Nhat Le, ki je bil imenovan z oporoko. 1372 ↔

## Rojstva
- 11. april - Friderik I. Saški, nemški volilni knez, mejni grof Meissna († 1428)
- 23. julij - Peter Pavel Vergerij starejši, italijanski humanist in pravnik, rojen v Kopru († 1444)

Neznan datum
- Barnaba Guano, genovski dož († 1454)
- Cennino Cennini, italijanski slikar († 1427)
- Gattamelata, italijanski condottiero († 1443)
- Gijasedin al-Kaši, tatarski astronom, matematik (približni datum) († 1429)
- Henrik von Plauen, 27. veliki mojster Tevtonskega viteškega reda († 1429)
- Isabeau Bavarska, francoska kraljica († 1435)
- Ivan VII. Paleolog, bizantinski cesar († 1408)
- Ivana Navarrska, regentinja Bretanje, angleška kraljica († 1437)
- Jan Šindel, češki astronom in matematik († 1443)
- Jean Tapissier, francoski skladatelj († 1410)
- Johannes Ciconia, flamski skladatelj († 1412)
- John Lydgate, angleški pesnik († 1451)
- Conrad von Soest, nemški (vestfalski) slikar († 1422)
- Olaf II., danski in norveški (IV.) kralj († 1387)
- Paweł Włodkowic, poljski pravnik († 1435)
- Tomaso Fregoso, genovski dož († 1453)
- Viljem Habsburški, avstrijski vojvoda († 1406)

## Smrti
- 23. maj - Togon Timur, mongolski veliki kan, kitajski cesar (* 1320)
- 31. maj - Sveti Vital Asiški, italijanski benediktanski menih (* 1295)
- 5. november - Kazimir III. Veliki, poljski kralj (* 1310)
- 6. december - Rudolf II., vojvoda Saxe-Wittenberga (* 1307)
- 19. december - Papež Urban V. (* 1310)

Neznan datum
- Heinrich von Herford, nemški kronist (* 1300)
- Gao Ming, kitajski literat (* 1305)
- Giovanni di Agostino, italijanski (sienski) kipar (* 1310)
- Guariento di Arpo, italijanski (padovanski) slikar (* 1310)
- Jean de Venette, francoski kronist (* 1307)
- Yang Weizhen, kitajski kaligraf (* 1296)